# Ziemia przemyska

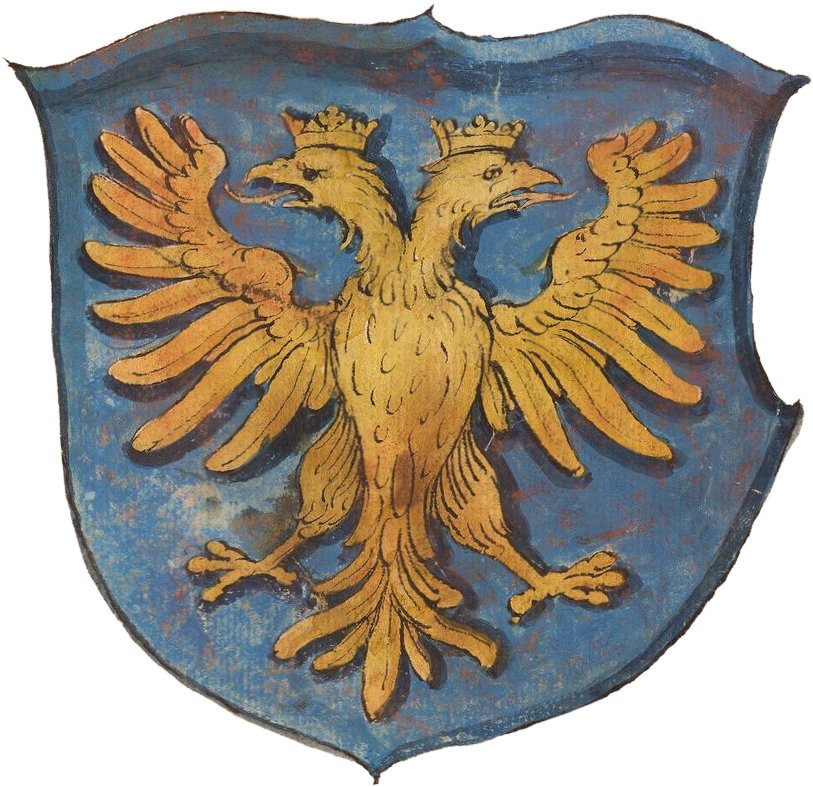
Herb ziemi sanockiej i przemyskiej

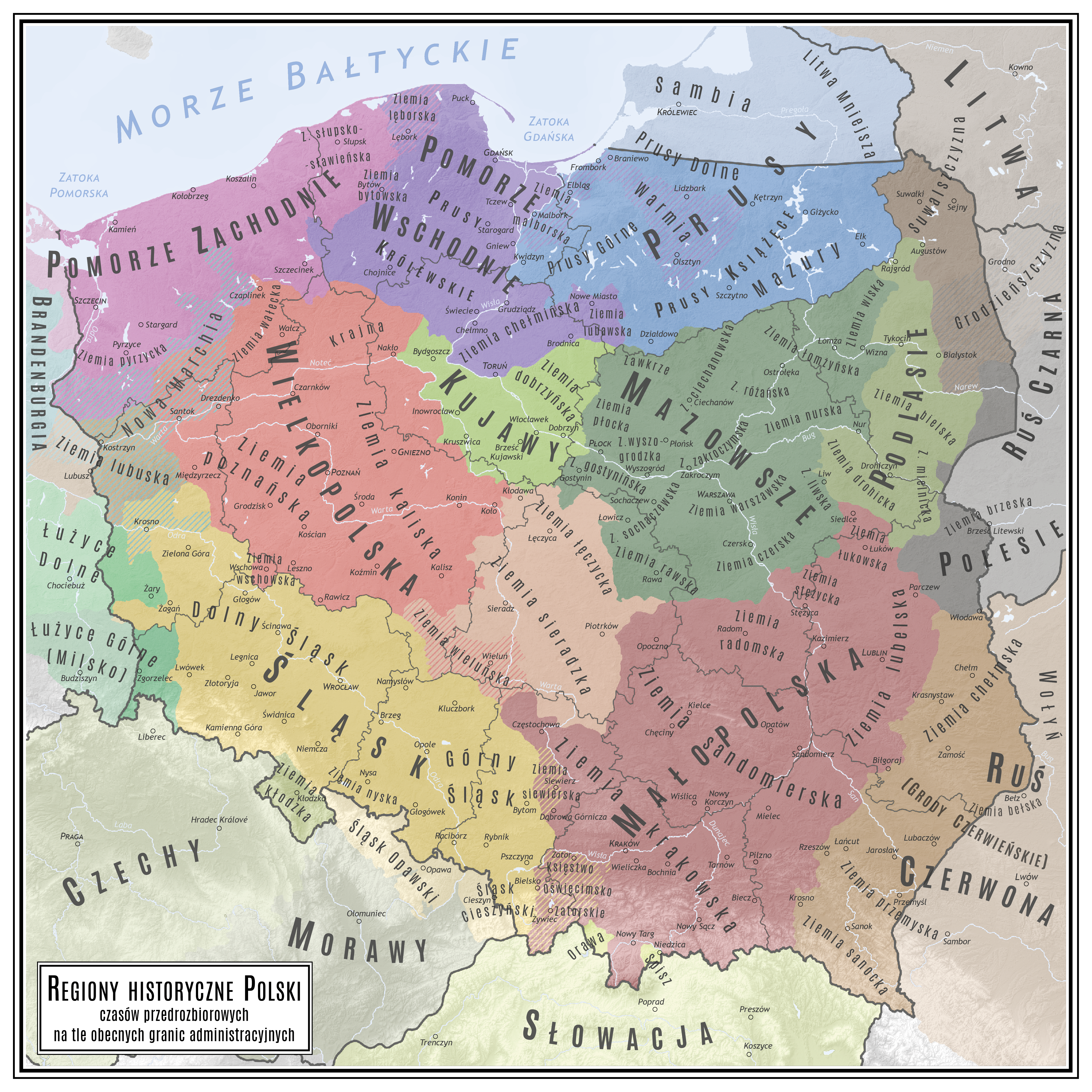
Ziemia przemyska i inne krainy historyczne Polski na tle współczesnych granic administracyjnych

Ziemia przemyska – jednostka administracyjna Korony Królestwa Polskiego, (województwa ruskiego) w okresie I Rzeczypospolitej, 1434–1772. Stolicą ziemi przemyskiej był Przemyśl. Sejmiki ziemskie w Przemyślu.

## Podział administracyjny

### Powiaty (od 1434)

Podział ziemi przemyskiej na powiaty i współczesna granica państwowa

- powiat przemyski, stolica Przemyśl, starostwo grodowe i sąd ziemski
- powiat przeworski, siedziba Przeworsk, sąd ziemski z prawem karania śmiercią
- powiat samborski, siedziba Sambor
- powiat drohobycki, siedziba Drohobycz
- powiat stryjski, siedziba Stryj

Starosta przemyski zwoływał popis całej szlachty ziemi przemyskiej pod Przemyślem. Powiaty obierały 6 deputatów na Trybunał Koronny i Trybunał Skarbowy Radomski na sejmiku deputackim i gospodarczym.
Drugim, najważniejszym ośrodkiem miejskim ziemi przemyskiej w XV i XVI w. był Przeworsk, gdzie dobrze rozwinięte było, m.in. tkactwo.

Sztandar ziemi przemysko-sanockiej z okresu bitwy pod Grunwaldem

W XVI wieku największymi miastami były Przemyśl i Jarosław (powyżej 5 tys. mieszkańców), Stryj (powyżej 4 tys. mieszkańców), Przeworsk, Drohobycz, Grodzisko, Leżajsk, Rzeszów i Żołynia (powyżej 3 tys. mieszkańców).
Według lustracji królewskiej sporządzonej w roku 1676 znajdowało się w całej ziemi przemyskiej 32 miasta i 980 wsi.